# David Abbott (mago)
David Phelps Abbott (1863 - 1934) fue un mago, escritor e inventor que creó efectos tales como la bola flotante, la cual más tarde se hizo famosa por Okito. El más conocido de sus libros es Behind the Scenes with the Mediums (1907) que se consideran una de las mejores exposiciones de trucos utilizados por los médium. Una exposición siendo las "pinturas de retratos de espíritus" de las Hermanas Bangs.

## Biografía
David Abbott nació en 1863 cerca de Falls City y vivió la mayor parte de su vida en Omaha. Murió en 1934 de diabetes. Su entierro fue en Westlawn-Hillcrest Memorial Park, Omaha, Nebraska. Estaba casado con Fannie E. Abbott.
Abbott se convirtió en un acaudalado hombre de negocios en el medio oeste americano. Era bien versado en las artes y la ciencia. Después que Albert Einstein publicó su teoría de la relatividad, Abbott intentó explicarlo en un artículo de periódico. Como un mago aficionado, actuó para los invitados en su teatro privado que construyó en su casa desde 1907 hasta su muerte. Allí demostró su Tetera Parlante (alrededor de 1907, décadas antes de que la electrónica de radio en miniatura entrara en uso) y su Florero Parlante (en 1909). Abbott construyó su obra en la magia y el engaño en los principios tortuosos que aprendió de médiums espirituales. Muchos de los grandes de la magia -Kellar, Thurston, Horace Goldin, Theo Bamberg, Ching Ling Foo, Blackstone y Houdini entre otros- peregrinaron a los alrededores del Campo Club Omaha, "Mystery House" para estar atónitos y aprender.
Nota: No tiene relación con el mago Percy Abbott (1886-1960), el propietario de Abbott's Magic en Colon, Míchigan.

## Publicaciones
- The Spirit Portrait Mystery: Its Final Solution (1913)
- The Marvelous Creations of Joseffy (1908)
- The History of a Strange Case (1908)
- Behind the Scenes with the Mediums (1907)
- David P. Abbott's Book of Mysteries, published posthumously by Walter Graham (1977).